# Михаїл (Мельник)
Єпископ Михаїл (в миру  Михайло Іванович Мельник; 21 жовтня 1903, Суха Воля, Чесанівський повіт, Галичина — 9 жовтня 1955, Київ) — архієрей Українського екзархату Російської православної церкви, єпископ Дрогобицький і Самбірський.

## Життєпис

### Дитинство, юність, освіта
Народився 21 жовтня 1903 року в с. Суха Воля, Чесанівського повіту в Галичині, син Івана (05.07.1869—04.06.1939 рр.) і Катерини (1880—1937 рр.). Навчався в Перемиській чоловічій гімназії, яку закінчив 1924 р. 1925–1927 рр. — в Перемиській греко-католицькій семінарії, 1927–1931 рр. — в Єзуїтській колегіі Канізіянум (лат. Canisianum) — навчальному закладі отців єзуїтів у Інсбруку, (Австрія). 09 листопада 1931 р. захистив докторат з Богослов'я.

### Душпастирська праця
Свячення отримав з рук єп. Йосафата Коциловського: 30 листопада 1928 р. — дияконські, 1929 р. — ієрейські.
1933–1946 рр. — душпастир в с. Нижанковичі. З 1933 р. викладає в Перемиській греко-католицькій духовній семінарії такі предмети як Новий Завіт (1933–34 рр.), моральне богослов'я (з 1935 р.) та педагогіку (з 1936 р.).
1937–1945 рр. — містодекан Нижанківського деканату. В 1935 р. наділений крилошанськими відзнаками. З осені 1944 р. — генеральний вікарій Перемиської єпархії (її південної частини, яка внаслідок зміни державного кордону опинилася в УРСР, в Дрогобицькій обл.)

### Членство в «Ініціативній групі». «Душпастирська праця в радянські часи». Останні роки життя.
У травні 1945 року став членом «ініціативної групи» щодо «возз'єднанню Греко-католицької церкви з Російською православною церквою», яку очолював Гавриїл Костельник.
|  | Наразі є відсутня конкретна інформація про те, яким чином радянські репресивні органи чинили тиск на о. Михаїла, щоб схилити його до участи в ліквідації УГКЦ. Знаємо тільки, що вони не зупинялись ні перед чим. Так чи инакше, але в травні 1945-го року прізвище о. Михаїла Мельника разом з оо. Гавриїлом Костельником та Антонієм Пельвецьким з'явилося в списку так званої «ініціятивної групи» по возз'єднанню Греко-католицької церкви із РПЦ. З того часу його підпис стоїть під усіма документами ініціятивної групи. |

З інших джерел:
|  | У приєднаній до Радянського Союзу частині Перемиської єпархії НКДБ заарештувало генерального вікарія для Дрогобицької области о. Михайла Мельника. Говорили, що він не витримав катувань у тюрмі і дав згоду співпрацювати з владою у створенні Ініціативної групи для „воз'єднання УГКЦ із Православною Церквою“. |

19 лютого 1946 року Священний синод РПЦ ухвалив рішення про висвячення о. Михаїла Мельника на єпископа — для Самбірсько-Дрогобицької єпархії. 22 лютого 1946 року під час Служби Божої в церкві Воздвиження Чесного Хреста в Києво-Печерській лаврі о. Михаїл «воз'єднався» з РПЦ. Після літургії відбувся його постриг у монаший чин.
25 лютого 1946 року в Соборі св. Володимира відбулася архієрейська хіротонія епископа-номінанта. Його святителями були: екзарх України, митрополит Київський і Галицький Іоанн (Соколов), єпископ Львівський і Тернопільський Макарій (Оксіюк), єпископ Мукачівський і Ужгородський Нестор (Сидорук), єпископ Станіславський Антоній (Пельвецький) (о. Антоній Пельвецький був хіротонізований напередодні, 24 лютого 1946 року)
Єпископ Михаїл (Мельник), як і архієпископ Антоній (Пельвецький), намагався зберегти національно-релігійну відособленість приєднаних до православної церкви колишніх греко-католицьких єпархій. Послідовно виступав проти будь-яких заходів по «оправославліванію», постійно порушуючи вимоги церковної влади і православні канони. Противився масовим арештам духовенства, знищенням святих місць, економічної та соціальної дискримінації духовенства.
|  | ...вся його діяльність в ініціятивній групі на псевдособорі і перші роки в єпархії ішли паралельно із жорсткими репресіями супроти невозз'єднаного духовенства. Варто зазначити, що він не брав безпосередньої участи в переслідуваннях «невозз'єднаних», деяких навіть записав до возз'єднаних, хоча вони свого особистого підпису про «возз'єднання» не ставили.(...) Можна ствердити, що він серед духовенства мав добру репутацію. Хоч і противників йому теж вистачало. Як вже згадувалось, він старався зберегти що міг зі старої традиції УГКЦ. Священики в єпархії могли безперешкодно служити по-старому, в деяких віддалених селах навіть згадували на богослуженнях папу. Слід визнати, що такі речі відбувалися і в инших єпаріях на території Галичини, проте в Дрогобицько-Самбірській толерувалось досить широко. На різноманітні доноси в цих справах єпископ не звертав уваги. Тоді почали скаржитись на нього. |

Помер 9 жовтня 1955 року в Києві, в готелі «Україна».

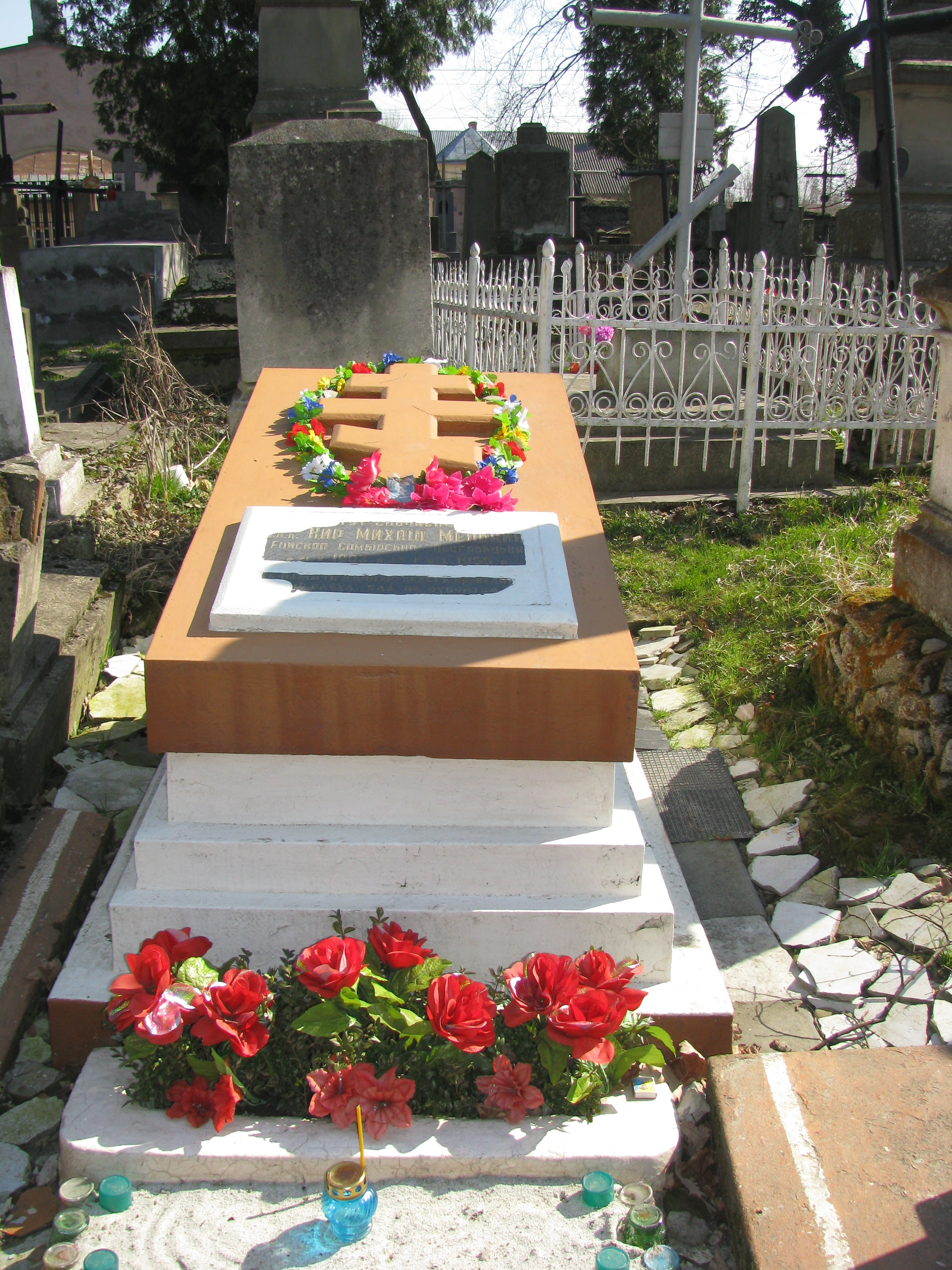
Старий цвинтар в м. Дрогобич. Могила кир Михаїла (Мельника)

|  | ...В 1955 году к его секретарю, протоиерею Владимиру Куновскому, явился католический священник, его друг юности, по одним сведениям отбывший концлагерь в Сибири, по другим — бежавший оттуда. Епископ Михаил приютил старого друга и при сочувствии отца Куновского сумел переправить его на Запад, о чем только впоследствии узнало Дорогобычское отделение МВД. Но в Москве решили, что арест православного епископа, да к тому же 10 лет тому назад перешедшего из католичества, в епархии на границе с Чехословакией и Венгрией, вызовет шум заграницей. Патриарх Алексий, через архиепископа Львовского Панкратия (в миру Петр Иосифович Кашпарук, тоже б. униат), пригласил епископа Михаила с группой руководящего духовенства его епархии посетить Киев, Москву и Ленинград. 7 октября они выехали, а 8-го, по пути в Киев, с поезда был снят протоиерей Куновский, официально под предлогом болезни. К вечеру они прибыли в Киев и на другое утро скоропостижно скончался епископ Михаил, неполных 54-х лет и цветущего здоровья. Официально было объявлено, что «по пути в Киев скончался секретарь Дрогобычского епархиального управления протоиерей Владимир Куновский, а в самом Киеве от сердечного припадка скончался преосвященный епископ Михаил». Без вскрытия владыку отпели в Троицкой церкви и на другой день в закрытом гробу отправили в Дрогобыч, где 12 октября его похоронил архиепископ Антоний Станиславский и Коломийский (б. униатский иеромонах Пельвецкий, род. в 1898 г.). Во избежание толков, никто из сопровождавших владыку в поезде пастырей не поехал провожать его гроб в Дрогобыч. Наоборот, они сразу после его отпевания в Киеве, выехали в тот же день в Москву, где провели неделю, затем 5 дней в Ленинграде. В Киеве они провели лишь два дня. В Дрогобыче ходят две версии этого загадочного случая: по одной, о. Куновского на одной из станций вызвали в приемный покой и объявили спутникам, что он заболел. Они поехали дальше и по прибытии в Киев получили телеграмму о его кончине. По другой, — он вышел на станцию и был арестован. На другое утро епископ Михаил посетил резиденцию митрополита Иоанна, где его допрашивали чекисты, предъявив, якобы полученное накануне показание его уже умершего секретаря. Тут он, по одной версии, скончался от сердечного припадка, по другой, был отравлен беседовавшими с ним чекистами. Тело было перенесено в церковь, а растерявшимся его спутникам предложено было после отпевания немедленно ехать дальше в Москву.(рос.) |

10 жовтня 1955 року в Києві, в інституті паталогічної анатомії, під керівництвом професора Сапожникова, проведено розтин. «Виявлено», крім великого крововиливу в мозок, загальний атеросклероз, величезне збільшення серця, кілька рубців на ньому — наслідок кількох страшних серцевих приступів і тяждку хворобу печінки.
10–11 листопада 1955 року заупокійні відправи по бл. п. владиці Михаїлові відправлялися в Троїцькій церкві м. Києва. 11 жовтня 1955 року його тлінні останки доставили машиною до катедрального собору Пресвятої Трійці в м. Дрогобич. 13 жотвня 1955 року похований на міському цвинтарі в м. Дрогобичі, за участі більш як 140 священників на чолі з архієп. Антонієм.